# Peter Kolmsee

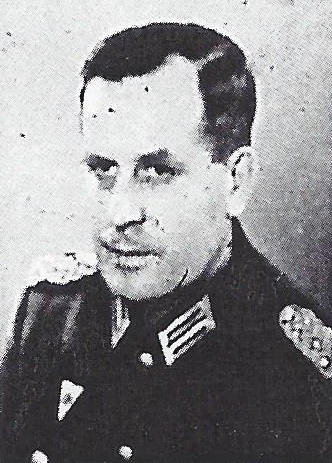
Oberst Kolmsee (1971)

Peter Kolmsee (* 25. März 1926 in Cochstedt, Kreis Aschersleben; † 6. Februar 2017 in Mettmann) war ein deutscher NVA-Offizier und Militärhistoriker.

## Leben
Als Sohn eines Lehrers (NSDAP-Mitglied 1933–1945) besuchte Kolmsee die Volksschulen in Schkölen und Merseburg. Von 1936 bis 1941 war er Schüler der Oberschulen in Merseburg und Kattowitz. Von 1941 bis September 1943 besuchte er die Handelsschule und die Höhere Handelsschule in Kattowitz.

### Wehrmacht und Gefangenschaft
Seit 1936 im Deutschen Jungvolk, wurde er 1940 in die Hitlerjugend übernommen. Ohne einen HJ-Dienstgrad führte er 1942/43 die Nachrichtenschar des HJ-Banners Kattowitz. Von September bis Dezember 1943 war er Arbeitsmann im Reichsarbeitsdienst (Abt. 126). Im Januar 1944 wurde er Soldat im Heer (Wehrmacht). Mit dem Reserve-Jäger-Bataillon 38 war er ab März 1944 in Südfrankreich stationiert. Von Juli 1944 bis Januar 1945 nahm er in Görlitz an einem Lehrgang für Reserveoffizier-Bewerber teil. Anschließend kämpfte er als Gefreiter in einem Infanterie-Regiment an der Kriegsfront in Oberschlesien. Bei Mährisch Ostrau geriet er in sowjetische Kriegsgefangenschaft. Vom 30. April 1945 bis zum 23. Dezember 1949 war er im  Kriegsgefangenenlager Auschwitz und in den Lagern 7099/20 und 7099/4 in Karaganda in der Kasachischen Sozialistischen Sowjetrepublik. Nachdem er auf dem Bau im Freien fast verhungert war, arbeitete er vier Jahre als Brigadier und Stollen- und Kompanieführer in einem Bergwerk. 1948 wurde er für drei Monate zur Antifagebietsschule in Karaganda delegiert. Er war 1948/49 als Mitglied des Antifaaktivs für die Jugendarbeit im Lager verantwortlich und leitete Zirkel zum Kurzen Lehrgang der Geschichte der KPdSU (B). Von Juli bis Dezember 1949 war er Schüler der Antifa-Zentralschule 2041 in Talisi. Nach weiteren sechs Monaten in Nischni Nowgorod wurde er in die gerade gegründete Deutsche Demokratische Republik entlassen.

### DDR
Die Deutsche Volkspolizei stellte ihn 1950 als Meister ein. Noch im selben Jahr wurde er zum Kommissar (1. April), Oberkommissar (1. August) und Volkspolizei-Rat (1. Dezember) befördert. 1951 heiratete er eine Landwirtschaftsfacharbeiterin. 1952 kam ein Sohn zur Welt. In der Kasernierten Volkspolizei wurde Kolmsee am 1. Mai 1954 zum Major und am 15. Juni 1958 zum Oberstleutnant befördert. Er absolvierte ein Fernstudium an der Parteihochschule „Karl Marx“ (1950–1954) und der Karl-Marx-Universität Leipzig (1957–1960). In Leipzig erlangte er 1960 das Diplom eines Militärhistorikers mit der Note „sehr gut“.
Nach sechs Jahren als Politoffizier in den Bewaffneten Organen der DDR kam er am 1. März 1956 als Unterabteilungsleiter zur Politischen Verwaltung im Ministerium für Nationale Verteidigung. Er war seit dem 1. März 1957 Hauptfachlehrer für Geschichte an der Pionieroffizierschule in Dessau-Roßlau und wurde am 1. Februar 1959 als stellvertretender Lehrstuhlleiter für Gesellschaftswissenschaften an die Nachrichtenoffizierschule in Döbeln versetzt. In gleicher Funktion wechselte er am 1. Januar 1962 zur Militärmedizinischen Sektion an der Universität Greifswald. Dort wurde er am 1. Januar 1964 zum Abteilungsleiter für Krieg und Streitkräfte ernannt und mit der Wahrnehmung einer Dozentur beauftragt. Am 1. September 1965 wurde er Direktor des Instituts für Gesellschaftswissenschaften. Die Philosophische Fakultät (Dekan Lothar Rathmann) der Karl-Marx-Universität promovierte ihn 1966 magna cum laude zum Dr. phil.
Am 7. Oktober 1968 wurde er zum Oberst befördert. Der Minister für das Hochschulwesen der DDR (Ernst-Joachim Gießmann) berief ihn am 1. April 1969 zum Hochschuldozenten für Geschichte der deutschen Arbeiterbewegung und Militärgeschichte. 1971 durchlief er einen Kurs zur Erlangung des „Hochschulpädagogischen Teilstaatsexamens“ (Militärpädagogik und Militärpsychologie). Am 30. November 1975 als Oberst d. R. aus der Nationalen Volksarmee entlassen, wurde er ziviler Leiter des Lehrstuhls für Geschichte der Medizin und Militärmedizin. Der Minister für das Hochschulwesen der DDR (Hans-Joachim Böhme) ernannte ihn 1982 zum a.o. Professor für dieses Fach. 1986 erfolgte die Promotion B.

### Wende
Zur Zeit der Wende und friedlichen Revolution in der DDR wurde er aus dem Hochschuldienst entlassen. Drei Tage vor der Deutschen Wiedervereinigung legte er sein druckfertiges Buch über die Entwicklung des Militärsanitätswesens vor. Es wurde erst 1997 bei der Bundeswehr veröffentlicht. Kolmsee war seit 2008 Witwer und lebte in einem Erkrather Altenheim. Im Krankenhaus Mettmann erlag er einer Lungenentzündung.

## Mitgliedschaften
- Freie Deutsche Jugend (1950–1953)

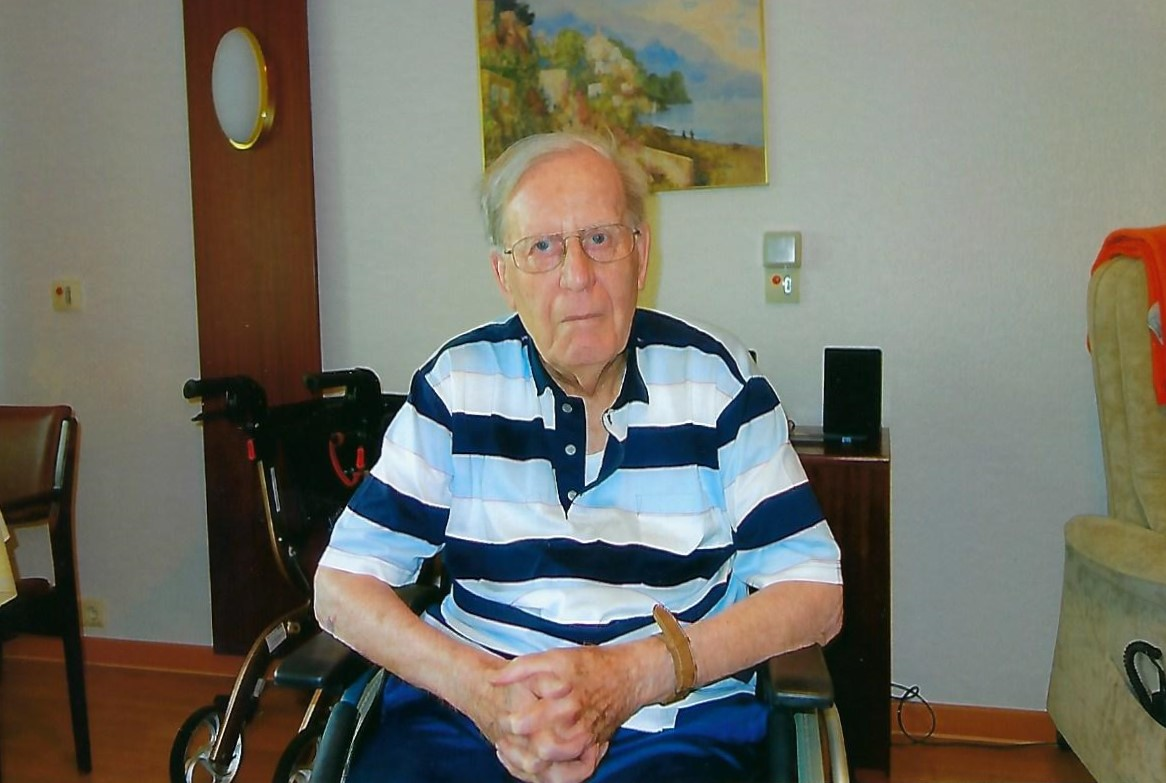
Peter Kolmsee (2016)

- Sozialistische Einheitspartei Deutschlands (ab 1950)
- Gesellschaft für Deutsch-Sowjetische Freundschaft[1]
- Armeesportvereinigung Vorwärts[1]
- Urania – Gesellschaft zur Verbreitung wissenschaftlicher Kenntnisse[1]
- Historiker-Gesellschaft der DDR[1]

## Auszeichnungen
- Medaille für treue Dienste in der Kasernierten Volkspolizei (1955)
- Ehrennadel der Gesellschaft für Deutsch-Sowjetische Freundschaft in Silber[1]
- Verdienstmedaille der Nationalen Volksarmee in Bronze (1960), Silber (1964) und Gold (1971)[1]
- Ehrennadel des Ministeriums für Volksbildung[1]
- Medaille für ausgezeichnete Leistungen der Gesellschaft für Sport und Technik[1]

## Werke
- Der Partisanenkampf in der Sowjetunion. Über Charakter, Inhalt und Formen des Partisanenkampfes in der UdSSR 1941–1944. Deutscher Militärverlag, Berlin 1963.
- Aus dem Leben und Schaffen Maxim Zetkins. Maxim Zetkin Kommunist und Arzt, Chirurg in Krieg und Frieden, Gesundheitspolitiker und Wissenschaftler, des revolutionären Vorbildes der Angehörigen der Militärmedizinischen Sektion Maxim Zetkin. Greifswald 1988.
- Zeittafel zur Militärgeschichte der Deutschen Demokratischen Republik 1949–1988.
- Daten aus der Geschichte des Militärsanitätswesens der DDR 1949–1990.
- Unter dem Zeichen des Äskulap. Eine Einführung in die Geschichte des Militärsanitätswesens von den frühesten Anfängen bis zum Ende des Ersten Weltkrieges. Beta-Verlag, Bonn 1997.
- mit Rüdiger Döhler: Preußens Sanitätsdienst in den Einigungskriegen. Wehrmedizinische Monatsschrift 8/2016, S. 254–258.